# Ахта (Армения)
Ахта (арм. Ախտա) — село в Вайоцдзорской области Армении.

## География
Село расположено в юго-восточной части марза, на берегах реки Ахтк, на расстоянии примерно 22 километров (по прямой) к юго-востоку от города Ехегнадзор, административного центра области. Абсолютная высота — 1650 метров над уровнем моря.
Климат
Климат характеризуется как умеренно холодный, влажный (Dfb в классификации климатов Кёппена). Среднегодовая температура воздуха составляет 8,6 °C. Средняя температура самого холодного месяца (января) составляет −4,2 °С, самого жаркого месяца (июля) — 20,6 °С. Расчётная многолетняя норма атмосферных осадков — 431 мм. Наибольшее количество осадков выпадает в мае (73 мм).

## Население
| Год переписи | Население          | Население          | Население          | Население            | Население            | Население            |
| Год переписи | Наличное население | Наличное население | Наличное население | Постоянное население | Постоянное население | Постоянное население |
| Год переписи | Всего              | Мужчины            | Женщины            | Всего                | Мужчины              | Женщины              |
| ------------ | ------------------ | ------------------ | ------------------ | -------------------- | -------------------- | -------------------- |
| 2001         | н/д                | н/д                | н/д                | н/д                  | н/д                  | н/д                  |
| 2011         | 1                  | 1                  | 0                  | 1                    | 1                    | 0                    |

| Год  | Численность | Численность |
| ---- | ----------- | ----------- |
| 1831 | 187         | [ 8 ]       |
| 1873 | 290         | [ 8 ]       |
| 1897 | 426         | [ 9 ]       |
| 1926 | 131         | [ 9 ]       |
| 1939 | 268         | [ 9 ]       |
| 1959 | 202         | [ 9 ]       |
| 1970 | 379         | [ 9 ]       |
| 1989 | 251         | [ 10 ]      |
| 2011 | 1           | [ 11 ]      |